# Liste der Stolpersteine in Lutherstadt Wittenberg

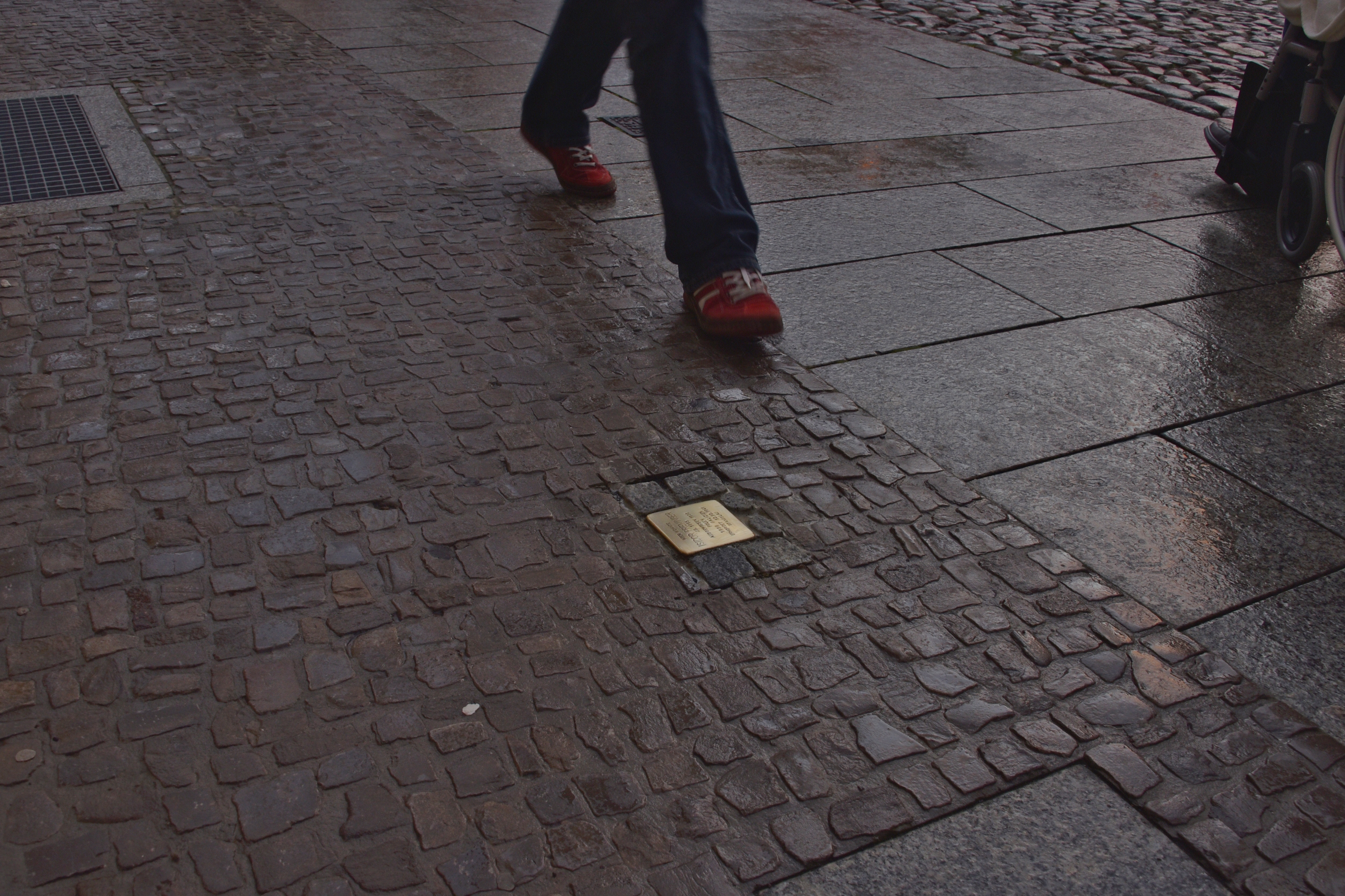
Stolperstein in Wittenberg

Die Liste der Stolpersteine in Lutherstadt Wittenberg enthält alle Stolpersteine, die im Rahmen des gleichnamigen Kunst-Projekts von Gunter Demnig in Lutherstadt Wittenberg verlegt wurden. Mit ihnen soll Opfern des Nationalsozialismus gedacht werden, die in Wittenberg lebten und wirkten. Zwischen 2008 und 2016 wurden insgesamt 33 Steine an 16 Adressen verlegt.

## Liste der Stolpersteine
Die Tabelle ist teilweise sortierbar; die Grundsortierung erfolgt alphabetisch nach dem Familiennamen.
| Stolperstein | Inschrift | Verlegeort                                  | Name, Biografie |
| ------------ | --- | ------------------------------------------- | --- |
|              | HIER WOHNTE RICHARD BAUMANN JG. 1885 DEPORTIERT 1943 AUSCHWITZ ERMORDET MÄRZ 1943                                                              | Markt 2 ·                                   | Richard Baumann (1885–1943) wurde in Wittenberg geboren und wohnte später in Jeßnitz und Berlin. Von Berlin aus wurde er am 2. März 1943 ins KZ Auschwitz-Birkenau deportiert und dort ermordet. Für Richard Baumann wurde auch ein Stolperstein in Berlin-Steglitz verlegt. |
|              | HIER WOHNTE EUGEN BORINSKI JG. 1875 DEPORTIERT 1942 THERESIENSTADT 1944 AUSCHWITZ ERMORDET                                                     | Collegienstraße 84 ·                        | Eugen Borinski(1875–1944) stammte aus Zabrze und wohnte später in Zerbst und Wittenberg. Am 2. Dezember 1942 wurde er zunächst ins Ghetto Theresienstadt und später ins KZ Auschwitz-Birkenau deportiert, wo er am 16. Mai 1944 ermordet wurde. |
|              | HIER WOHNTE JULIE BORINSKI GEB. COHN JG. 1876 DEPORTIERT 1942 THERESIENSTADT 1944 AUSCHWITZ ERMORDET                                           | Collegienstraße 84 ·                        | Julie Borinski geb. Cohn (1876–1944) stammte aus Seeburg und wohnte später in Zerbst/Anhalt und Wittenberg. Am 2. Dezember 1942 wurde sie zunächst ins Ghetto Theresienstadt und später ins KZ Auschwitz-Birkenau deportiert, wo sie am 16. Mai 1944 ermordet wurde. |
|              | HIER WOHNTE EVA BOROWIETZ GEB. LEDIEN JG. 1896 GEDEMÜTIGT / ENTRECHTET FLUCHT IN DEN TOD 26.10.1938                                            | Puschkinstraße 57 · (ehemals Clausstraße) · | Eva Borowietz geb. Levin (1896–1938) wohnte zunächst in Wittenberg und später in Berlin, wo sie am 26. Oktober 1938 Suizid beging. |
|              | HIER WOHNTE KÄTHE BOSSE GEB. LEVIN JG. 1886 VERHAFTET 21.7.1944 ZUCHTHAUS HALLE DEPORTIERT 1.11.1944 RAVENSBRÜCK ERMORDET 16.12.1944           | Heubnerstraße 24 ·                          | Käte Bosse geb. Levin (1886–1944) wurde in Wittenberg geboren. Sie wurde am 1. November 1944 ins KZ Ravensbrück deportiert und dort am 16. Dezember 1944 ermordet. Sie war verheiratet mit dem Chirurgen und Gynäkologen Paul Bosse und damit – in NS-Jargon – in "privilegierter Mischehe". Sie hatte mit ihm vier Kinder, darunter die Ägyptologin und Schriftstellerin Kate Bosse-Griffiths und die bis zum 20.7.1944 in Wittenberg praktizierende Ärztin Dorothea Maier-Bosse, ebenfalls am 21.7.1944 verhaftet. |
|              | HIER WOHNTE PAULINE BUKOFZER GEB. GOLDSTROM JG. 1886 DEPORTIERT 1942 PIASKI ERMORDET 24.4.1942 BELZEC                                          | Markt 20 ·                                  | Pauline Bukofzer geb. Goldstrom (1886–1942) stammte aus Wittenberg und wohnte später in Berlin. Von dort aus wurde sie am 28. März 1942 ins Ghetto Piaski deportiert, wo sie später den Tod fand. |
|              | HIER WOHNTE AMALIE GERISCHER GEB. SCHEUER JG. 1878 GEDEMÜTIGT / ENTRECHTET FLUCHT IN DEN TOD 24.8.1943                                         | Geschwister-Scholl-Straße 25 ·              | Amalie Gerischer geb. Scheuer (1878–1943) wurde in Bonn geboren und zog später nach Wittenberg. Sie beging am 25. August 1943 Suizid. |
|              | HIER WOHNTE DR. ERWIN GOLD JG. 1903 FLUCHT HOLLAND VERHAFTET 1940 ZUCHTHAUS TORGAU SACHSENHAUSEN DEPORTIERT 1941 GROSS-ROSEN ERMORDET 2.4.1941 | Lutherstraße 17a ·                          | Dr. Erwin Gustav Gold (1903–1941) wurde in Coswig (Anhalt) geboren. Er wurde ins KZ Groß-Rosen deportiert, wo er am 29. September 1941 zu Tode kam. |
|              | HIER WOHNTE GABRIELE GOLD GEB. HECHTER JG. 1876 FLUCHT 1939 TOT IN SHANGHAI                                                                    | Lutherstraße 17a ·                          | Gabriele Gold geb. Hechter (1876–1941) stammte aus Königsberg in Schlesien. Sie floh nach Shanghai, wo sie am 21. September 1941 starb. |
|              | HIER WOHNTE BI[A]NKA GOLDSCHMIDT GEB. BAUMANN JG. 1896 DEPORTIERT 1944 ERMORDET IN AUSCHWITZ                                                   | Markt 2 ·                                   | Bianka Goldschmidt geb. Baumann (1896–1944) stammte aus Wittenberg und wohnte später in Wurzen. Vor Kriegsbeginn floh sie nach Frankreich, wurde aber nach der deutschen Besetzung im Sammellager Drancy interniert und von dort 27. März 1944 ins KZ Auschwitz-Birkenau deportiert, wo sie ermordet wurde. |
|              | HIER WOHNTE AMALIE ISRAEL GEB. FALKENBERG JG. 1877 DEPORTIERT 1942 SOBIBOR ERMORDET 3.6.1942                                                   | Markt 3 ·                                   | Amalie Israel geb. Falkenberg (1877–1942) stammte aus Hammerstein. Mit ihrem Mann Jakob kam sie 1940 in ein Altersheim nach Halle (Saale). Am 1. Juni 1942 wurde Amalie Israel deportiert und zwei Tage später im Vernichtungslager Sobibor ermordet. Für Amalie Israel wurde auch ein Stolperstein in Halle (Saale) verlegt. |
|              | HIER WOHNTE JACOB ISRAEL JG. 1878 ALTERSHEIM IN HALLE VOR DEPORTATION TOT 1940                                                                 | Markt 3 ·                                   | Jacob Israel (1878–1940) kam 1940 mit seiner Frau Amalie in ein Altersheim nach Halle (Saale), wo er später verstarb. |
|              | HIER WOHNTE MARTIN ISRAEL JG. 1911 DEPORTIERT 1943 ERMORDET IN AUSCHWITZ                                                                       | Markt 3 ·                                   | Martin Israel (1911–1943) wurde in Wittenberg geboren und wohnte später in Berlin. Von dort aus wurde er am 19. Februar 1943 ins KZ Auschwitz-Birkenau deportiert und dort ermordet. |
|              | HIER WOHNTE REGINA KLEIN JG. 1892 ZWANGSWEISE UMGESIEDELT 1940 HALLE DEPORTIERT 1942 SOBIBOR ERMORDET 3.6.1942                                 | Puschkinstraße 57 · (ehemals Clausstraße) · | Regina Klein (1892–1942) stammte aus Löcknitz. Später zog sie nach Wittenberg und Halle (Saale). Am 1. Juni 1942 wurde sie deportiert und zwei Tage später im Vernichtungslager Sobibor ermordet. |
|              | HIER WOHNTE MARTIN KOLF JG. 1889 VERHAFTET 1939 POLIZEIGEFÄNGNIS WITTENBERG 1940 SACHSENHAUSEN 1940 DACHAU ERMORDET 28.1.1941                  | Jüdenstraße 29 ·                            | Martin Kolf (1889–1941) stammte aus Skierniewice und zog später nach Wittenberg. Dort saß er zwischen Herbst 1939 und März 1940 im Gefängnis. Von dort aus wurde er zunächst in KZ Sachsenhausen und am 6. September 1940 ins KZ Dachau verlegt, wo er am 28. Januar 1941 den Tod fand. |
|              | HIER WOHNTE BERT EMANUEL KUHN JG. 1938 ZWANGSWEISE UMGESIEDELT 1940 HALLE DEPORTIERT 1942 SOBIBOR ERMORDET 3.6.1942                            | Puschkinstraße 57 · (ehemals Clausstraße) · | Bert Manuel Kuhn (1938–1942) wurde in Wittenberg geboren. Er zog später nach Berlin und Halle (Saale). Am 1. Juni 1942 wurde er deportiert und zwei Tage später im Vernichtungslager Sobibor ermordet. |
|              | HIER WOHNTE GERHARD KUHN JG. 1899 VERHAFTET 1938 BUCHENWALD ZWANGSWEISE UMGESIEDELT 1940 HALLE DEPORTIERT 1942 MAJDANEK ERMORDET 21.7.1942     | Puschkinstraße 57 · (ehemals Clausstraße) · | Gerhard Kuhn (1899–1942) stammte aus Josephsdorf. Er zog später nach Wittenberg, Berlin und Halle (Saale). Am 1. Juni 1942 wurde er deportiert und zwei Tage später im Vernichtungslager Sobibor ermordet. |
|              | HIER WOHNTE JOHANNA KUHN GEB. LEVY JG. 1907 ZWANGSWEISE UMGESIEDELT 1940 HALLE DEPORTIERT 1942 SOBIBOR ERMORDET 3.6.1942                       | Puschkinstraße 57 · (ehemals Clausstraße) · | Johanna Kuhn geb. Levy (1907–1942) stammte aus Josephsdorf. Er zog später nach Wittenberg, Berlin und Halle (Saale). Am 1. Juni 1942 wurde er deportiert und zwei Tage später im Vernichtungslager Sobibor ermordet. |
|              | HIER WOHNTE JOHANNA LEHMANN GEB. SELIGMANN JG. 1922 DEPORTIERT 1941 ŁODZ ERMORDET 14.5.1943                                                    | Thomas-Müntzer-Straße 33 ·                  | Johanna Lehmann geb. Seligmann (1922–1943) wurde in Jüterbog geboren und wohnte später in Wittenberg und Berlin. Von dort aus wurde sie am 1. November 1941 ins Ghetto Litzmannstadt deportiert, wo sie am 14. April 1943 zu Tode kam. |
|              | HIER WOHNTE RUDOLF PHILIPP JG. 1907 VERHAFTET 1937 ZUCHTHAUS TORGAU 1939 ZUCHTHAUS COSWIG 1939 BUCHENWALD ERMORDET 6.3.1940                    | Zimmermannstraße 25 ·                       | Rudolf Martin Philipp (1907–1940) stammte aus Berlin-Charlottenburg und wohnte später in Coswig und Wittenberg. Am 29. Juni 1939 wurde er ins KZ Buchenwald deportiert, wo er am 6. März 1940 zu Tode kam. |
|              | HIER WOHNTE ISIDOR PREMINGER JG. 1885 AUSGEWIESEN 1933 POLEN 1939 GALIZIEN ERMORDET 12.10.1941 STANISLAU                                       | Markt 14 ·                                  | Isidor Preminger (1885–1941) eröffnete 1929 in Wittenberg ein Geschäft, musste aber 1932 Insolvenz anmelden. Nach der Machtergreifung der Nationalsozialisten wurde er 1933 nach Polen ausgewiesen. Dort ließ er sich zunächst in Kattowitz nieder und zog nach dem deutschen Einmarsch weiter nach Ostgalizien. Dort wurde er am 12. Oktober 1941 beim Blutsonntag von Stanislau erschossen. |
|              | HIER WOHNTE BERTA RINDENAU JG. 1919 DEPORTIERT 1942 RIGA ERMORDET 29.10.1942                                                                   | Jüdenstraße 7 ·                             | Berta Rindenau (1919–1942) wurde in Wittenberg geboren. Sie wohnte später in Luckenwalde und zuletzt in Berlin und wurde von dort 25. Januar 1942 ins Ghetto Riga deportiert, wo sie den Tod fand. |
|              | HIER WOHNTE DORA RINDENAU GEB. PREMINGER JG. 1883 DEPORTIERT 1942 RIGA ERMORDET                                                                | Jüdenstraße 7 ·                             | Dora Rindenau geb. Preminger (1883–1942) stammte aus Bohorodczany. Sie wohnte zuletzt in Berlin und wurde von dort 25. Januar 1942 ins Ghetto Riga deportiert, wo sie den Tod fand. |
|              | HIER WOHNTE EVA ROSENBERG GEB. HIRSCHFELDT JG. 1907 DEPORTIERT 1942 ERMORDET IN AUSCHWITZ                                                      | Mittelstraße 51 ·                           | Eva Rosenberg geb. Hirschfeldt (1907–1942) wurde in Wittenberg geboren und lebte später in Berlin. Von dort aus wurde sie am 9. Dezember 1942 ins KZ Auschwitz-Birkenau deportiert und ermordet. |
|              | HIER WOHNTE ELISABETH SCHWARZ GEB. BACKHAUS JG. 1878 DEPORTIERT 1942 SOBIBOR ERMORDET 3.6.1942                                                 | Schlossstraße 9 ·                           | Elisabeth Schwarz geb. Backhaus (1878–1942) stammte aus Wittenberg und heiratete dort Simon Schwarz. 1939 zog das Ehepaar in ein Altersheim in Halle (Saale). Am 1. Juni 1942 wurden beide deportiert und zwei Tage später im Vernichtungslager Sobibor ermordet. Für Elisabeth Schwarz wurde auch ein Stolperstein in Halle (Saale) verlegt. |
|              | HIER WOHNTE SIMON SCHWARZ JG. 1878 DEPORTIERT 1942 SOBIBOR ERMORDET 3.6.1942                                                                   | Schlossstraße 9 ·                           | Simon Schwarz (1878–1942) stammte aus Colmar. Am 18. November 1939 zog er mit seiner Frau in ein Altersheim in Halle (Saale). Am 1. Juni 1942 wurden beide deportiert und zwei Tage später im Vernichtungslager Sobibor ermordet. Für Simon Schwarz wurde auch ein Stolperstein in Halle (Saale) verlegt. |
|              | HIER WOHNTE ALFRED SELIGMANN JG. 1897 DEPORTIERT 1941 ŁODZ ERMORDET                                                                            | Thomas-Müntzer-Straße 33 ·                  | Alfred Seligmann (1897–1941) stammte aus Gilgenburg und wohnte später in Wittenberg und Berlin. Von dort aus wurde er am 1. November 1941 ins Ghetto Litzmannstadt deportiert, wo er zu Tode kam. |
|              | HIER WOHNTE ELFRIEDE SELIGMANN JG. 1899 DEPORTIERT 1941 ŁODZ ERMORDET                                                                          | Thomas-Müntzer-Straße 33 ·                  | Elfriede Seligmann (1899–1941) stammte aus Gilgenburg und wohnte später in Wittenberg und Berlin. Von dort aus wurde sie am 1. November 1941 ins Ghetto Litzmannstadt deportiert, wo sie zu Tode kam. |
|              | HIER WOHNTE GERTRUD SELIGMANN GEB. SOLOMON JG. 1893 DEPORTIERT 1941 ŁODZ ERMORDET                                                              | Thomas-Müntzer-Straße 33 ·                  | Gertrud Seligmann geb. Salomon (1893–1941) stammte aus Exin und wohnte später in Wittenberg und Berlin. Von dort aus wurde sie am 1. November 1941 ins Ghetto Litzmannstadt deportiert, wo sie zu Tode kam. |
|              | HIER WOHNTE BERTA WIENER GEB. SAND JG. 1895 DEPORTIERT 1942 RIGA ERMORDET                                                                      | Breitscheidstraße 33 ·                      | Berta Wiener geb. Sand (1895–ca. 1942) stammte aus Hohensalza. Sie wohnte in Wittenberg und später in Berlin-Wilmersdorf. Von dort aus wurde sie am 19. Januar 1942 ins Ghetto Riga deportiert, wo sie den Tod fand. Ihr genaues Todesdatum ist unbekannt. |
|              | MARTIN WIENER JG. 1922 FLUCHT PALÄSTINA | Breitscheidstraße 33 ·                      | Martin Wiener |
|              | HIER WOHNTE MARGARETE WITTENBERG GEB. GOLDSTROM JG. 1885 DEPORTIERT 1942 RIGA ERMORDET 29.10.1942                                              | Markt 20 ·                                  | Margarete Wittenberg geb. Goldstrom (1885–1942) stammte aus Wittenberg und wohnte später in Berlin. Von dort aus wurde sie am 26. Oktober 1942 ins Ghetto Riga deportiert, wo sie drei Tage später ermordet wurde. |

## Verlegungen

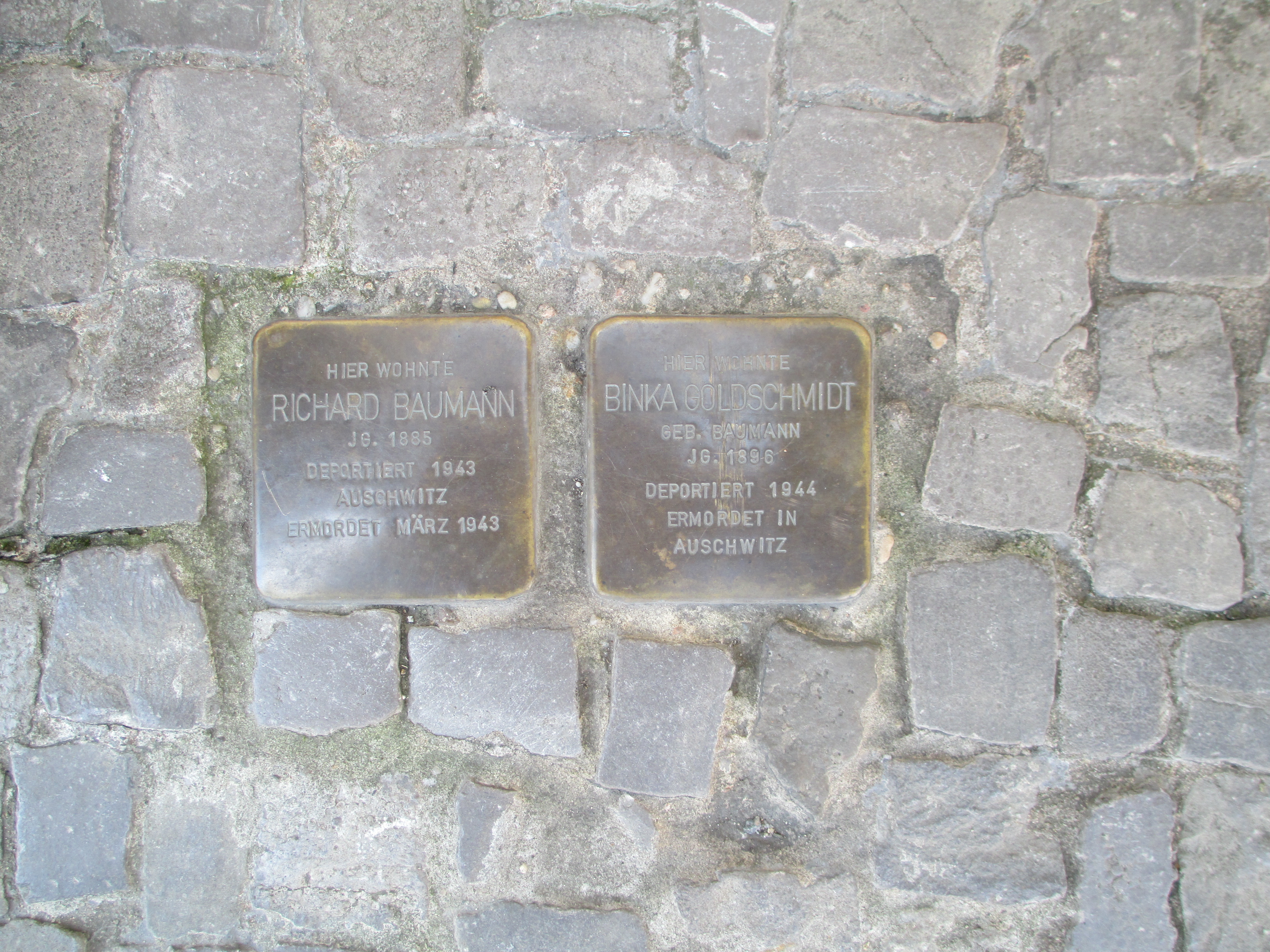
Stolpersteine für die Geschwister Baumann

- 19. Mai 2008: Markt 4 (3 Stolpersteine), Schlossstraße 9 (2)
- 22. August 2009: Geschwister-Scholl-Straße 25, Heubnerstraße 24, Lutherstraße 17a (2)
- 28. Oktober 2010: Thomas-Müntzer-Straße 33 (4), Zimmermannstraße 25
- 13. Oktober 2011: Puschkinstraße 57 (ehemals Clausstraße) (6)
- 28. Juli 2012: Jüdenstraße 29, Markt 20 (2), Mittelstraße 51
- 25. März 2014: Collegienstraße 84 (2), Jüdenstraße 7 (2), Markt 2  (2)
- 17. November 2016: Breitscheidstraße (2), Markt 25